# Karl Osner
Karl Heinrich Josef Osner (* 13. März 1927 in Freiburg; † 15. September 2014) war ein deutscher Ministerialbeamter.

## Leben
Karl Osner arbeitete von 1959 bis 1962 für Misereor. Von 1962 bis 1992 war er Beamter im Bundesministerium für wirtschaftliche Zusammenarbeit (BMZ), zuletzt Ministerialdirigent. Er war Gründer der Gesellschaft zur Förderung des Nord-Süd-Dialogs und war stellvertretender Vorsitzender der Deutschen Kommission Justitia et Pax.

## Ehrungen
- 2002: Ehrendoktor der Philosophisch-Theologischen Hochschule der Pallottiner
- 2004: Großes Verdienstkreuz der Bundesrepublik Deutschland

## Schriften
- Was heißt hier Gerechtigkeit? Impulse aus deutsch-indischen Begegnungen. Grünewald, Mainz / Kaiser, München 1991, ISBN 3-7867-1552-1 und ISBN 3-459-01897-6.